# Balataea suyuanyakouana
Balataea suyuanyakouana is een vlinder uit de familie van de bloeddrupjes (Zygaenidae). De wetenschappelijke naam van de soort is voor het eerst geldig gepubliceerd door Yen.